# Trichomachimus angustus
Trichomachimus angustus là một loài ruồi trong họ Asilidae. Trichomachimus angustus được Shi miêu tả năm 1992. Loài này phân bố ở vùng Cổ Bắc giới và châu Á.